# 学校法人富山国際学園
学校法人富山国際学園（がっこうほうじんとやまこくさいがくえん）とは、富山県富山市願海寺水口444に法人本部を置く学校法人。

## 設置している学校
- 富山国際大学
- 富山短期大学
- 富山国際大学付属高等学校
- 富山短期大学付属みどり野幼稚園
- 社会福祉法人富山国際学園福祉会にながわ保育園
- 社会福祉法人富山国際学園福祉会西田地方保育園

## 沿革
- 1963年 学校法人富山女子短期大学設立。富山女子短期大学開学。
- 1964年 富山女子短期大学付属高等学校開校。
- 1977年 富山女子短期大学付属みどり野幼稚園開園。
- 1990年 学校法人名を「学校法人富山国際学園」に改称。富山国際大学開学。
- 1992年 「富山女子短期大学付属高等学校」を「富山国際大学付属高等学校」に校名変更、男女共学化。
- 2000年 「富山女子短期大学」を「富山短期大学」に校名変更、男女共学化。「富山女子短期大学付属みどり野幼稚園」を「富山短期大学付属みどり野幼稚園」に校名変更。
- 2004年 社会福祉法人富山国際学園福祉会設立。
- 2005年 社会福祉法人富山国際学園福祉会にながわ保育園を運営開始。
- 2020年 社会福祉法人富山国際学園福祉会西田地方保育園を運営開始。

## 理事長
- 初代　金岡又左衛門
- 2代　金岡幸二
- 3代　金岡祐一
- 4代　金岡克己

これまで、理事長は代々金岡家により引き継がれている。
ただし、金岡家は学校法人設立者ではない。